# Rose d'or
Pour les articles homonymes, voir Rose d'or (homonymie).
La Rose d'or est un ornement béni par le pape, destiné à honorer des souverains ou des sanctuaires catholiques. Comme son nom l'indique, il représente une rose, un bouquet de roses ou un petit rosier en or massif. Il était attribué chaque année par le pape le quatrième dimanche de Carême à un souverain ou seigneur, puis plutôt à une reine ou épouse de roi (à partir du XVIIe siècle), et depuis la seconde moitié du XXe siècle, à des églises ou sanctuaires. Depuis le XXIe siècle, ce sont essentiellement des sanctuaires mariaux qui ont reçu cette distinction.
La fleur d'or et sa splendeur éclatante symbolise le Christ et Sa Majesté Royale. Le rouge (et les épines) symbolise plus particulièrement sa Passion, différents éléments de la fleur et de l’œuvre (parfum, tige, fleurs), ont des interprétations symboliques et bibliques que le pape détaille et précise dans la lettre accompagnant le don de l’œuvre.
Au cours des siècles, l’œuvre, assez simple (une simple rose de 15 cm environ), s'est complexifiée pour devenir un bouquet, avec un pied ou un vase, pouvant représenter plusieurs kilos d'or, voire intégrer des pierres précieuses. Si une bonne partie des œuvres ont été refondues quelques années ou siècles plus tard (pour réutiliser l'or), quelques œuvres anciennes sont parvenues jusqu'à nous. La date de début de cette tradition (de remise d'une rose par le pape) est incertaine et évaluée au XIe siècle environ, mais elle pourrait être plus ancienne. La date de la première bénédiction de la rose fluctue aussi suivant les sources du XIIe siècle au XVe siècle.
Certains sanctuaires ont pu recevoir plusieurs roses au cours de leur histoire, et certains papes, ont pu offrir plusieurs roses la même année (essentiellement à partir du XXIe siècle). Ainsi le pape Benoît XVI, en 8 années de pontificat, a offert 18 roses.

## Représentation et symbolique

### Définition
La rose d'or est un ornement béni par le pape, cadeau destiné à honorer des souverains ou des sanctuaires catholiques. Comme son nom l'indique, il représente une rose, un bouquet de roses ou un petit rosier en or massif. Il était attribué principalement à un souverain, plus tard à une épouse de souverain ou une reine, et depuis le milieu du XXe siècle, uniquement à des sanctuaires ou des églises. Cette rose était offerte chaque année par le pape à l'occasion du quatrième dimanche de Carême.

### Symbolique

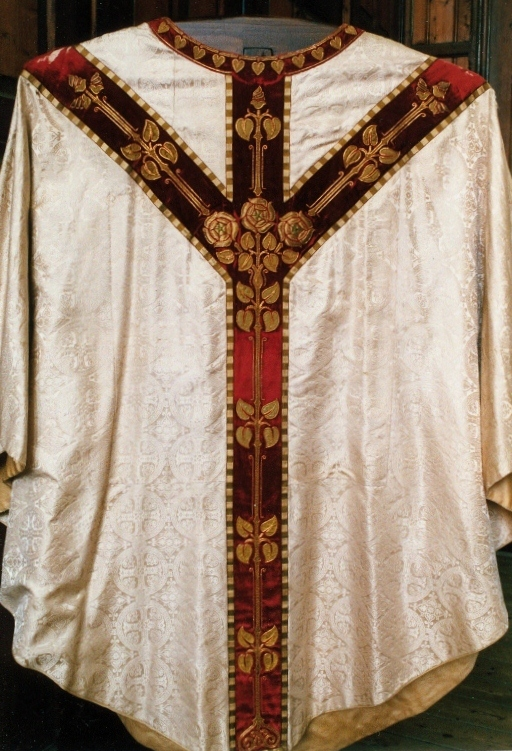
Chasuble utilisée pour le dimanche de Lætare.

Les significations de la rose sont liées à celle du dimanche de Lætare (quatrième du carême), le jour où cette rose est traditionnellement bénie.
Ce dimanche est souvent appelé « dimanche de rose », et la couleur des vêtements liturgiques utilisés est normalement le rose. L’Église catholique, durant ce dimanche particulier invite les fidèles « à lever les yeux et au-delà du calvaire et voir dans les premiers rayons du soleil de Pâques, le Christ ressuscité, qui leur apporte la rédemption, et le message : Réjouis-toi ».
La rose d'or matérialise des éléments symboliques : la fleur d'or et sa splendeur éclatante symbolise le Christ et Sa Majesté Royale.
Le rouge symbolise plus particulièrement sa Passion. On interprète en ce sens un verset du Cantique des cantiques : « Je suis la fleur des champs et le lis des vallées », ou encore un verset du livre d'Isaïe : « et il sortira un rejeton de la souche de Jésée, et une branche de ses racines fructifiera ». Le parfum de la rose, selon le pape Léon XIII, « montre la douce odeur du Christ qui devrait être largement diffusée par son fidèles disciples ». Innocent III a écrit pour sa part : « Comme le dimanche de Lætare, qui symbolise l'amour après la haine, la joie après le chagrin et la plénitude après la faim, la rose représente respectivement par sa couleur, son odeur et son goût, son amour, sa joie et sa satiété ». Cette signification mystique est présente dans les lettres accompagnant la rose, ou encore dans les sermons prononcés le dimanche de Lætare.

### Description
La plus ancienne représentation connue d'une rose d'or (XIIIe siècle) est une rose seule portant en son cœur une petite coupe ajourée contenant du baume et du musc.
Si la rose est toujours restée en or pur, sa forme, sa composition, la décoration, la taille, le poids et la valeur de l’œuvre d'art ont varié suivant les époques (la situation économique, et les ressources de la papauté). À l'origine, l’œuvre mesurait un peu plus de 15 cm de hauteur et elle était facilement transportée dans la main gauche du pape, tandis qu'avec sa droite, il bénissait la foule lors de la procession de la basilique Sainte-Croix-de-Jérusalem (à Rome) jusqu'au palais du Latran. Par la suite, et surtout lorsqu'un vase et un grand piédestal sont devenus partie intégrante de l'ornement (ce qui portait le tout à plusieurs kilos), il a fallu un clerc robuste pour porter l’œuvre durant la procession.
Avec Sixte IV (XVe siècle), le dessin se complique : la rose d'or représente également des tiges épineuses, des feuilles ou encore des bourgeons ; des pierres précieuses sont serties dans le bijou. On ajoute ensuite un piédestal et un vase. Ainsi, en 1668, la rose d'or envoyée par Clément IX à Marie-Thérèse d'Autriche, épouse de Louis XIV, pesait 4 kilos, celle envoyée par Innocent XI ((XVIIe siècle) pesait environ 10 kilos d'or, elle mesurait presque 45 cm de haut, et avait la forme d'un bouquet.
Le piédestal pouvait être soit triangulaire, soit quadrangulaire voire octogonal. Le pied était richement orné de divers motifs et bas-reliefs. En plus de l'inscription habituelle, on ajoutait également les armoiries du pape (qui l'offrait), et parfois celles du prélat qui l'apportait à son destinataire.

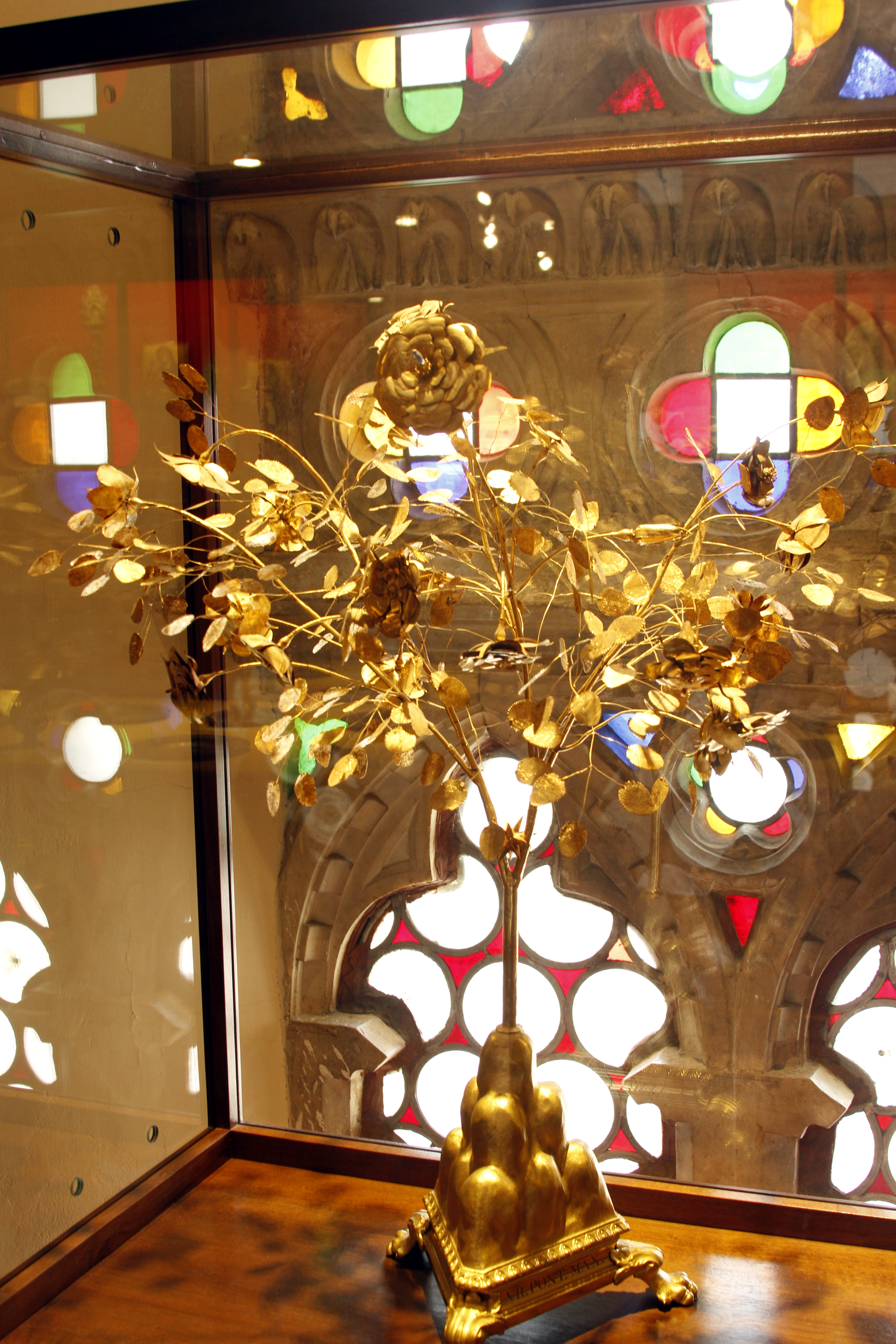
Rose d'or conservée dans le Museo dell'Opera del Duomo (Sienne).
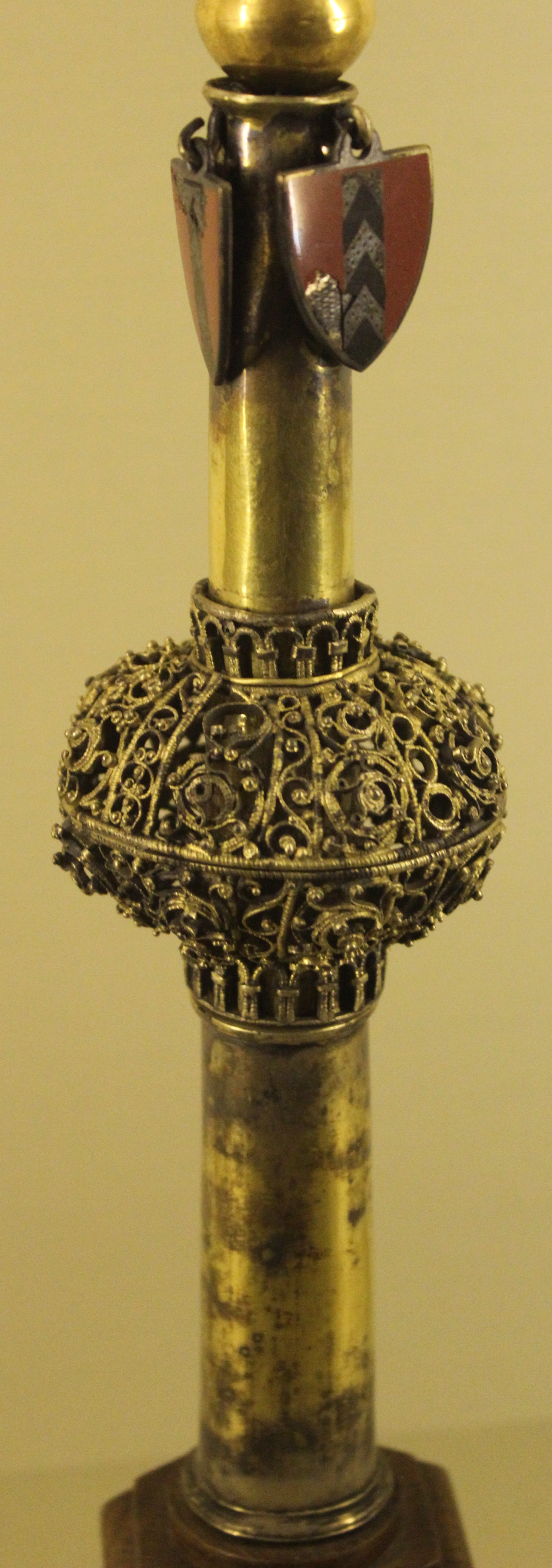
Détail du pied de la rose d'or commandée par le pape Jean XXII (1316-1334) et offerte à Rodolphe III de Nidau. Provient du trésor de la cathédrale de Bâle.
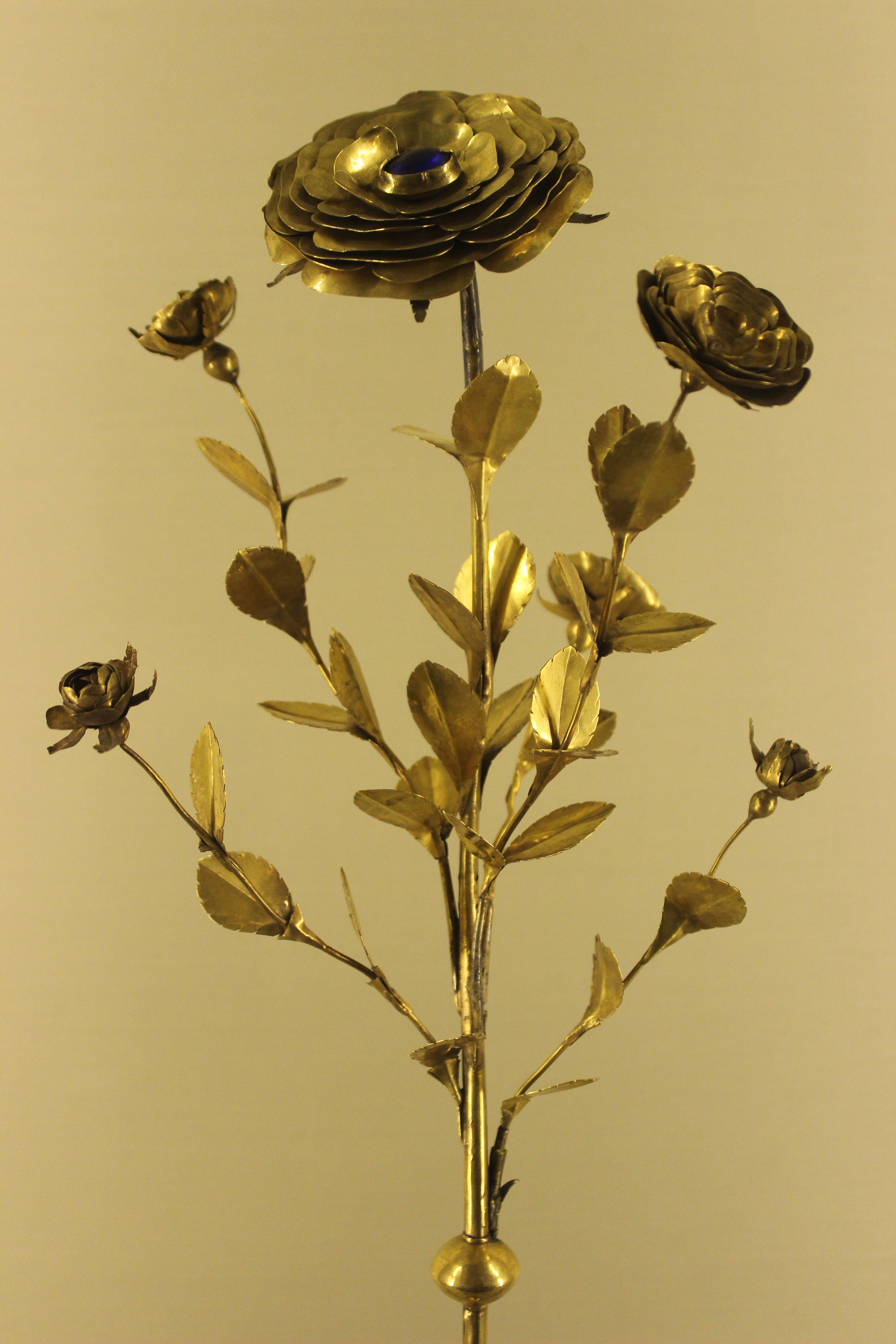
Détail du bouquet de la rose d'or décernée par le pape Jean XXII à Rodolphe III de Nidau. Œuvre conservée dans l'Hôtel de Cluny (Paris).
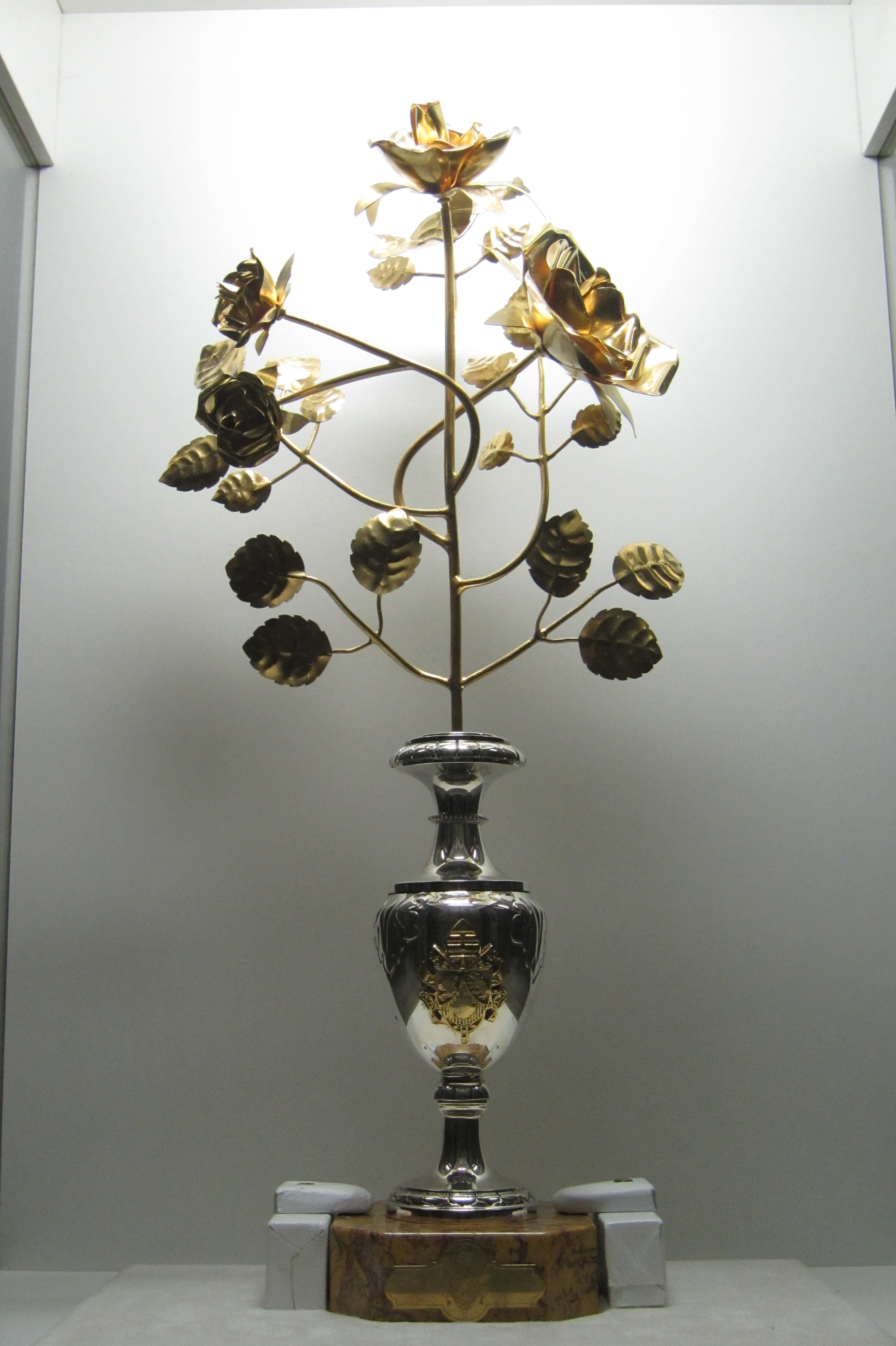
Rose de la basilique Notre-Dame de Montaigu (Belgique).
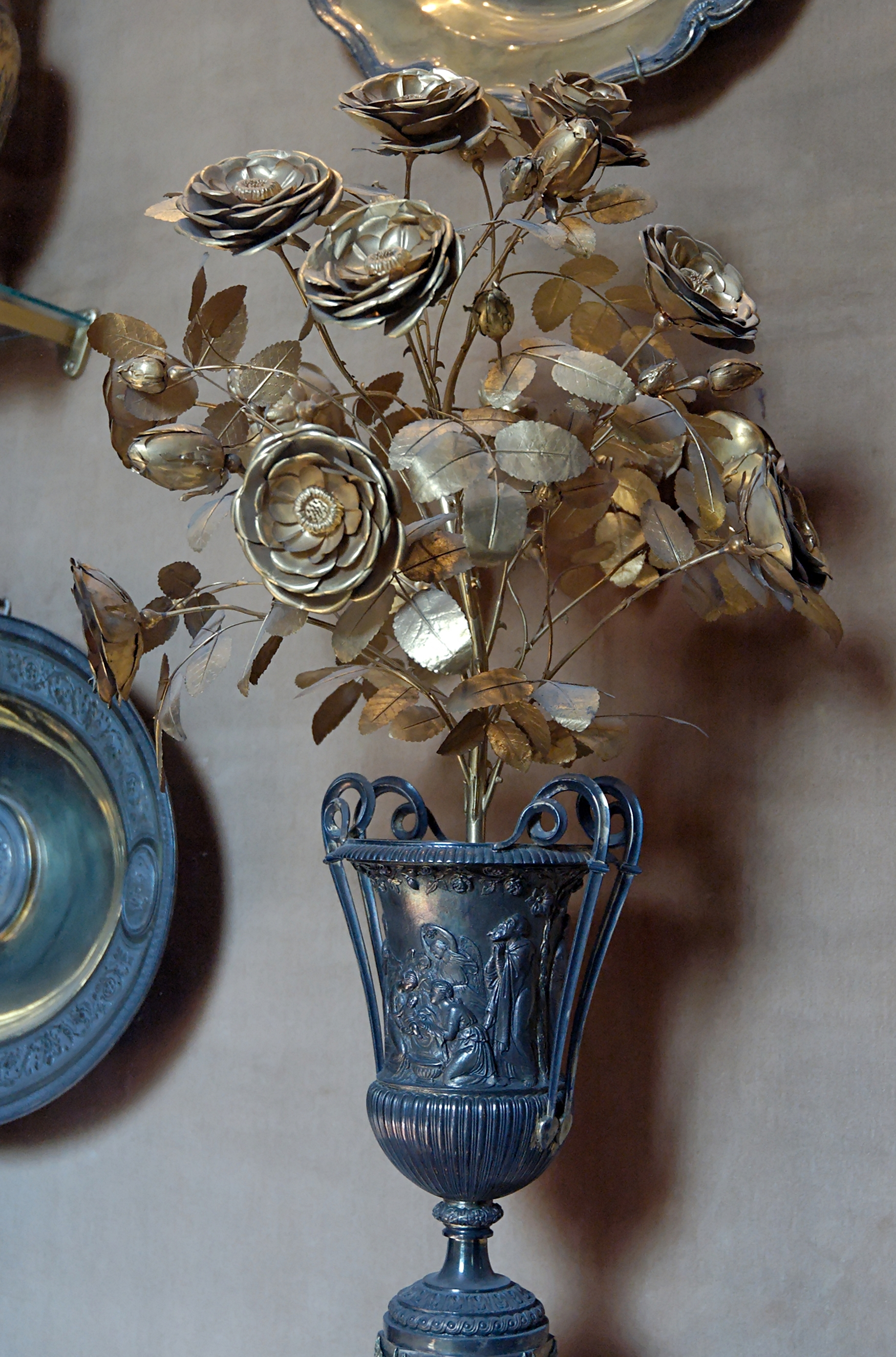
Rose d'or conservée dans la Bibliothèque apostolique vaticane

## Historique
Aux tout débuts, la rose d'or fut souvent offerte au préfet de Rome. Plus tard, l'usage prévalut de l'envoyer à un roi ou un prince qui s'était illustré par sa valeur, puis à une princesse renommée pour sa vertu ou sa charité envers les pauvres. Durant un certain temps, les empereurs d'Allemagne la reçurent à l'époque de leur couronnement. Lorsque le Saint-Siège fut établi à Avignon, on eut l'usage d'offrir la rose d'or à la personne la plus digne qui se trouvait présente à la cour pontificale durant l'époque du carême.

### Au moyen âge
La date exacte de l'institution de la « rose d'or » est inconnue, et elle est l'objet de controverses. Selon certains, elle est antérieure à Charlemagne (742-814) et remonterait même au Ve siècle, ou bien daterait de la fin du VIIIe siècle. Selon d'autres, elle a son origine à la fin du XIIe siècle. Il est cependant certain qu'elle est antérieure à l'an 1050, puisque le pape Léon IX (1051) parle de la rose comme d'une ancienne institution à son époque. La « bénédiction de la rose » est cependant postérieure à cette date. Elle a été mise en place pour rendre la cérémonie plus solennelle et induire une plus grande révérence du pape vis-à-vis du destinataire. Selon le cardinal Petra, le pape Innocent IV (1245-54) fut le premier à pratiquer cette bénédiction. Mais d'autres personnes estiment que cet usage a été mis en place par Innocent III (1198-1216), ou Alexandre III (1159-81), ou Léon IX (1049-55). Il n'y a pas de consensus sur la question. Si la date de la première bénédiction fluctue suivant les sources du XIIe siècle au XVe siècle (d'après un écrit du pape Benoît XIV) (1758). Cependant, le pape n'utilisait pas une nouvelle rose chaque année : il pouvait réutiliser la rose de l'année précédente, jusqu'à ce qu'une nouvelle rose lui soit offerte (ou fabriquée).
La rose d'or apparaît dès le début du Moyen Âge. La première mention attestée est une bulle de 1051, dans laquelle Léon IX exige des religieuses du couvent de Sainte-Croix de Woffenheim (Alsace), l'envoi d'une rose d'or à bénir et à porter par le pape le dimanche de Lætare,.
La chronique de saint Martin de Tours mentionne le plus ancien don connu d'une rose d'or par le pape : don d'Urbain II au comte Foulque IV d'Anjou, en 1096. Dès le bas Moyen Âge, le don d'une rose d'or pour honorer un souverain supplante le don des « clefs de Pierre », institué au VIIIe siècle.
La rose est traditionnellement portée en procession, de la basilique Sainte-Croix-de-Jérusalem jusqu'au palais du Latran, lors du dimanche de Lætare (quatrième dimanche de Carême), également appelé dimanche de la Rose pour cette raison. Elle est d'abord portée par le pape lui-même. Par la suite, quand le poids de la rose augmente, un clerc est chargé de cette tâche. C'est à cette occasion que le pape bénit, dans la sacristie de basilique Sainte-Croix, le baume et le musc destinés à la rose, avant que celle-ci ne soit portée par un ablégat à son destinataire, ou remise à un ambassadeur résident. En 1895, la charge de porter la rose d'or est confiée à un camérier secret de cape et d'épée.

### AuXXesiècle
À l'époque contemporaine, Jean-Paul II a remis des roses d'or à de nombreux sanctuaires dédiés à la Vierge Marie, comme celui de Lourdes en France, d'Aparecida au Brésil ou de Guadalupe au Mexique. Le pape Benoît XVI a notamment donné la rose d'or en 2006, au Sanctuaire de Jasna Góra (Vierge de Czestochowa) en Pologne ; en 2007 à la basilique d'Aparecida (Brésil) ; en 2010 au sanctuaire de Fátima (Portugal) et en 2011 au sanctuaire de Notre-Dame de Montaigu (Belgique).
Le pape François a offert à quatre reprises une rose d'or à un sanctuaire marial : à la basilique Notre-Dame-de-Charité d'El Cobre (Cuba), en septembre 2015 ; à Notre-Dame de Guadalupe (Mexique), en février 2016 ; à Notre-Dame de Częstochowa (Pologne), en juillet 2016 ; et à Notre-Dame de Fátima (Portugal) pour le centenaire des apparitions, en mai 2017.

## Exemplaires subsistants
La plupart des roses d'or anciennes ont été fondues par leur destinataire (ou leurs successeurs), afin de récupérer l'or à des fins monétaires (en période de crise). Les exemplaires subsistant des roses anciennes sont donc peu nombreux. On peut les retrouver :
- dans le trésor de la cathédrale de Bénévent ;
- dans le Musée sacré de la Bibliothèque vaticane ;
- dans la basilique Saint-Jean de Latran ;
- au Musée national du Moyen Âge, sis en l'hôtel de Cluny, à Paris ;
- au Palazzo Communale de Sienne ;
- à la Schatzkammer de la Hofburg à Vienne ;
- au Musée de la Légion d'honneur, sis en l'Hôtel de Salm, à Paris.

## Les destinataires de roses d'or
Des roses d'or ont été décernées à des personnes - hommes, femmes et un couple marié - ainsi qu'à des États et des églises (ou sanctuaires).
Jusqu'au XVIe siècle, les roses d'or étaient généralement attribuées à des souverains (hommes). À partir du XVIe siècle, il est devenu plus courant de les attribuer à des femmes souveraines ou à des femmes de souverains. Francesco Loredan, Doge de Venise, fut le dernier homme à recevoir une rose d'or en 1759. La dernière femme (et dernière souveraine) à recevoir une rose d'or fut la grande-duchesse Charlotte de Luxembourg en 1956. À partir de cette date, seules des églises ou sanctuaires se sont vu remettre cette distinction. Toutes les roses offertes par le pape Benoît XVI (18 au total) ont été décernées (et uniquement) à des sanctuaires mariaux.
Parmi les principales églises auxquelles la rose a été offerte, citons :
- la basilique Saint-Pierre avec cinq roses
- la basilique Saint-Jean-de-Latran avec quatre roses[8]
- la basilique Notre-Dame d'Aparecida, le sanctuaire de Fátima, le sanctuaire de Notre-Dame de Częstochowa avec trois roses

Au XXe siècle, les papes Pie X, Benoît XV, Jean XXIII et Jean-Paul Ier n'ont pas décerné de rose d'or.
- Pie XI a relancé la pratique (en 1923) qui a été poursuivie par le pape Pie XII (en 1953).
- Paul VI (1963-1978) a décerné 5 roses
- Jean-Paul II (1978-2005) a décerné 9 roses
- Benoît XVI (2005-2013) a décerné 18 roses
- François a décerné 5 roses

### Du XIIeauXIVesiècle
| Année        | Récipiendaire                       | Pape                   | Type de récipiendaire | Localisation géographique | Notes                                                                                     |
| ------------ | ----------------------------------- | ---------------------- | --------------------- | ------------------------- | ----------------------------------------------------------------------------------------- |
| 1096         | Foulque IV le Réchin, comte d'Anjou | Urbain II              | homme                 | France                    | [ M 4 ]                                                                                   |
| 1148         | Alphonse VII de Castille            | Eugène III             | homme                 | Espagne                   |                                                                                           |
| 1163         | Louis VII de France                 | Alexandre III          | homme                 | France                    |                                                                                           |
| 1182         | Guillaume le Lion                   | Lucius III             | homme                 | Écosse                    |                                                                                           |
| 1220         | Alphonse IX de León                 | Honorius III           | homme                 | Espagne                   | [ M 5 ]                                                                                   |
| 1227         | Raimondo Orsini                     | Grégoire IX            | homme                 | Italie                    | [ M 5 ]                                                                                   |
| 1244         | Église Saint-Just de Lyon           | Innocent IV            | église                | France                    | [ M 5 ]                                                                                   |
| 1244         | Raimond Bérenger IV                 | Innocent IV            | homme                 | France                    | dernier comte de Provence de la Maison de Barcelone, le pape donne deux roses cette année |
| 1304         | Église Saint Dominique de Pérouse   | Benoît XI              | église                | Italie                    | [ M 5 ]                                                                                   |
| 1323         | Amédée V de Savoie                  | Jean XXII              | homme                 | Savoie                    | [ 9 ]                                                                                     |
| 1325         | Aymar IV, comte de Valentinois      | Jean XXII              | homme                 | France                    | [ 9 ]                                                                                     |
| 1326         | Bernard VIII de Comminges           | Jean XXII              | homme                 | France                    | [ 9 ]                                                                                     |
| 1329         | Bernard VIII de Comminges           | Jean XXII              | homme                 | France                    | pour la 2e fois                                                                           |
| 1330         | Rodolphe III de Nidau               | Jean XXII              | homme                 | France                    |                                                                                           |
| 1334         | Louis Ier, comte de Valentinois     | Jean XXII              | homme                 | France                    | [ 9 ]                                                                                     |
| 1335 ou 1336 | Louis Ier, duc de Bourbon           | Benoît XII             | homme                 | France                    | [ 9 ]                                                                                     |
| 1338         | Stefano Colonna                     | Benoît XII             | homme                 | Italie                    | [ 9 ]                                                                                     |
| 1342         | Pierre-Raymond II de Comminges      | Benoît XII             | homme                 | France                    | [ 9 ]                                                                                     |
| 1348         | Louis de Tarente                    | Clément VI             | homme                 | Italie                    |                                                                                           |
| 1348         | Louis Ier de Hongrie                | Clément VI             | homme                 | Hongrie                   | [ M 5 ]                                                                                   |
| 1350         | Niccolò Acciaiuoli                  | Innocent VI            | homme                 | Italie                    | [ M 5 ]                                                                                   |
| 1362-70      | Valdemar IV de Danemark             | Urbain V               | homme                 | Danemark                  | [ M 5 ]                                                                                   |
| 1368         | Jeanne Ire de Naples                | Urbain V               | femme                 | Italie                    | [ M 5 ]                                                                                   |
| 1369         | Basilique Saint-Pierre              | Urbain V               | église                | Italie                    | Première rose, celle-ci sera volée lors du sac de Rome en 1527                            |
| 1389         | Raimondo Orsini del Balzo           | Urbain VI              | homme                 | Italie                    | [ M 5 ]                                                                                   |
| 1391         | Alberto V d'Este                    | Boniface IX            | homme                 | Italie                    | [ M 5 ]                                                                                   |
| 1393         | Astorre I Manfredi da Bagnacavallo  | Boniface IX            | homme                 | Italie                    | [ M 5 ]                                                                                   |
| 1398         | Ugolino III Trinci                  | Boniface IX            | homme                 | Italie                    | [ M 5 ]                                                                                   |
| 1398         | Martin Ier, roi d'Aragon            | Benoît XIII (antipape) | homme                 | Espagne                   | La rose est donnée par l'antipape présent à Avignon                                       |

### XVesiècle
| Année | Récipiendaire                                                   | Pape                   | Type de récipiendaire | Localisation géographique | Notes                                        |
| ----- | --------------------------------------------------------------- | ---------------------- | --------------------- | ------------------------- | -------------------------------------------- |
| 1410  | Nicolas III d'Este                                              | Alexandre V (antipape) | homme                 | Italie                    | [ M 6 ]                                      |
| 1411  | Charles VI (roi de France)                                      | Jean XXIII (antipape)  | homme                 | France                    | [ M 6 ]                                      |
| 1413  | Ludovico Alidosi (it)                                           | Jean XXIII (antipape)  | homme                 | Italie                    | [ M 6 ]                                      |
| 1415  | Sigismond de Luxembourg                                         | Jean XXIII (antipape)  | homme                 | Allemagne                 | [ M 6 ]                                      |
| 1419  | République de Florence                                          | Martin V               | Etat                  | Italie                    | [ M 6 ]                                      |
| 1420  | Guidantonio da Montefeltro                                      | Martin V               | homme                 | Italie                    | [ M 6 ]                                      |
| 1434  | Ranuce Farnèse                                                  | Eugène IV              | homme                 | Italie                    |                                              |
| 1435  | Sigismond de Luxembourg                                         | Eugène IV              | homme                 | Allemagne                 | [ M 6 ]                                      |
| 1444  | Henri VI (roi d'Angleterre)                                     | Eugène IV              | homme                 | Angleterre                |                                              |
| 1448  | Casimir IV Jagellon                                             | Nicolas V              | homme                 | Pologne                   |                                              |
| 1452  | Frédéric III (empereur du Saint-Empire), et Aliénor de Portugal | Nicolas V              | couple                | Allemagne                 | Rose reçue le lendemain de leur couronnement |
| 1457  | Charles VII de France                                           | Calixte III            | homme                 | France                    |                                              |
| 1460  | Jean II d'Aragon                                                | Pie II                 | homme                 | Espagne                   | (août 1460)                                  |
| 1461  | Thomas Paléologue                                               | Pie II                 | homme                 | Grèce                     | [ 11 ]                                       |
| 1465  | Frédéric Ier de Naples                                          | Paul II                | homme                 | Italie                    |                                              |
| 1474  | Frédéric de Montefeltro                                         | Sixte IV               | homme                 | Italie                    |                                              |
| 1477  | Louis III de Mantoue                                            | Sixte IV               | homme                 | Italie                    | [ 12 ]                                       |
| 1481  | Louis XI                                                        | Sixte IV               | homme                 | France                    | [ 13 ]                                       |
| 1482  | Eberhard V de Wurtemberg                                        | Sixte IV               | homme                 | Allemagne                 |                                              |
| 1486  | Jacques III (roi d'Écosse)                                      | Innocent VIII          | homme                 | Écosse                    |                                              |
| 1491  | Jacques IV (roi d'Écosse)                                       | Innocent VIII          | homme                 | Écosse                    |                                              |
| 1493  | Isabelle Ire de Castille                                        | Alexandre VI           | femme                 | Espagne                   |                                              |

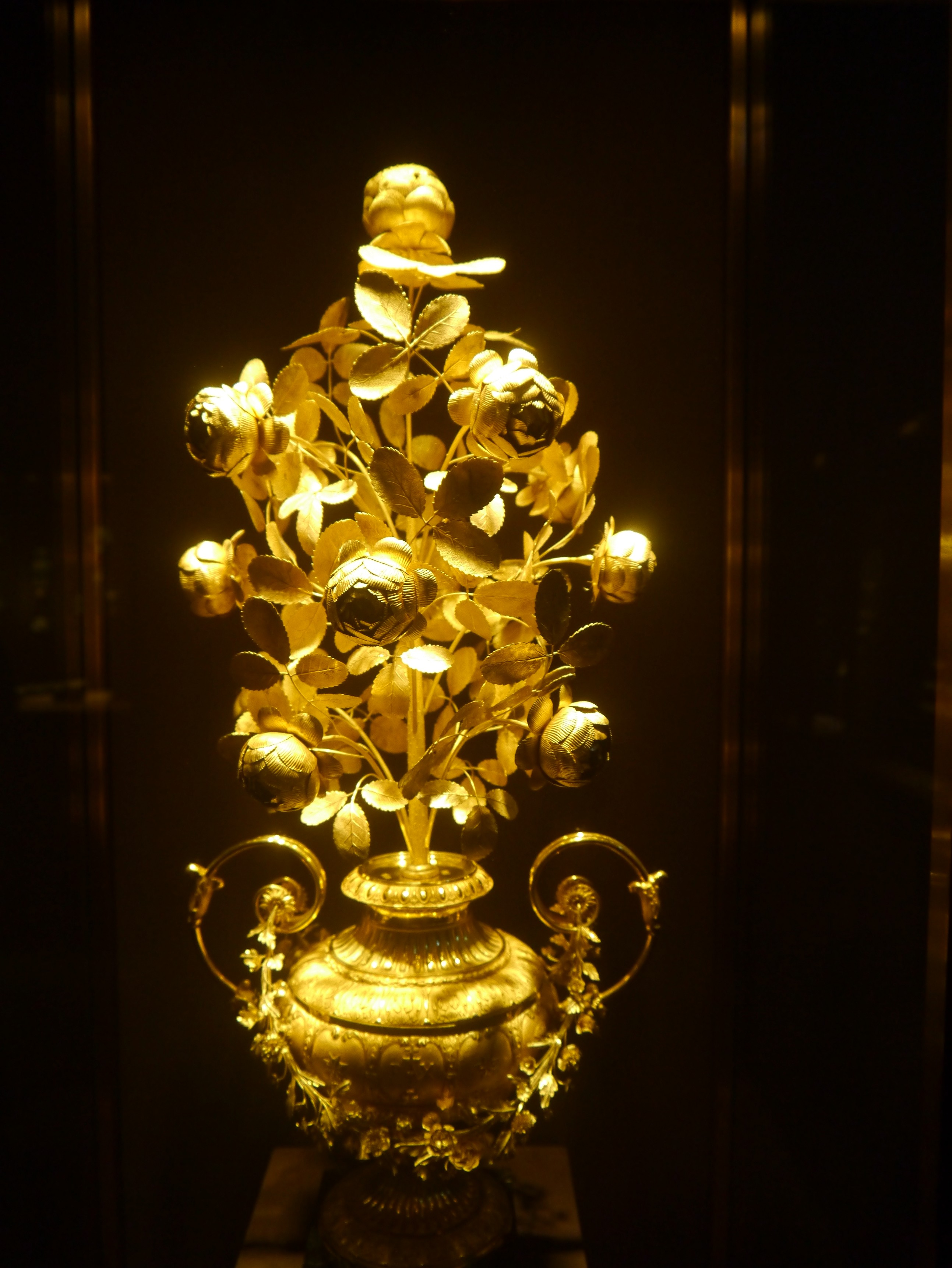
Rose d'or conservée au trésor du palais Hofburg à Vienne (Autriche)
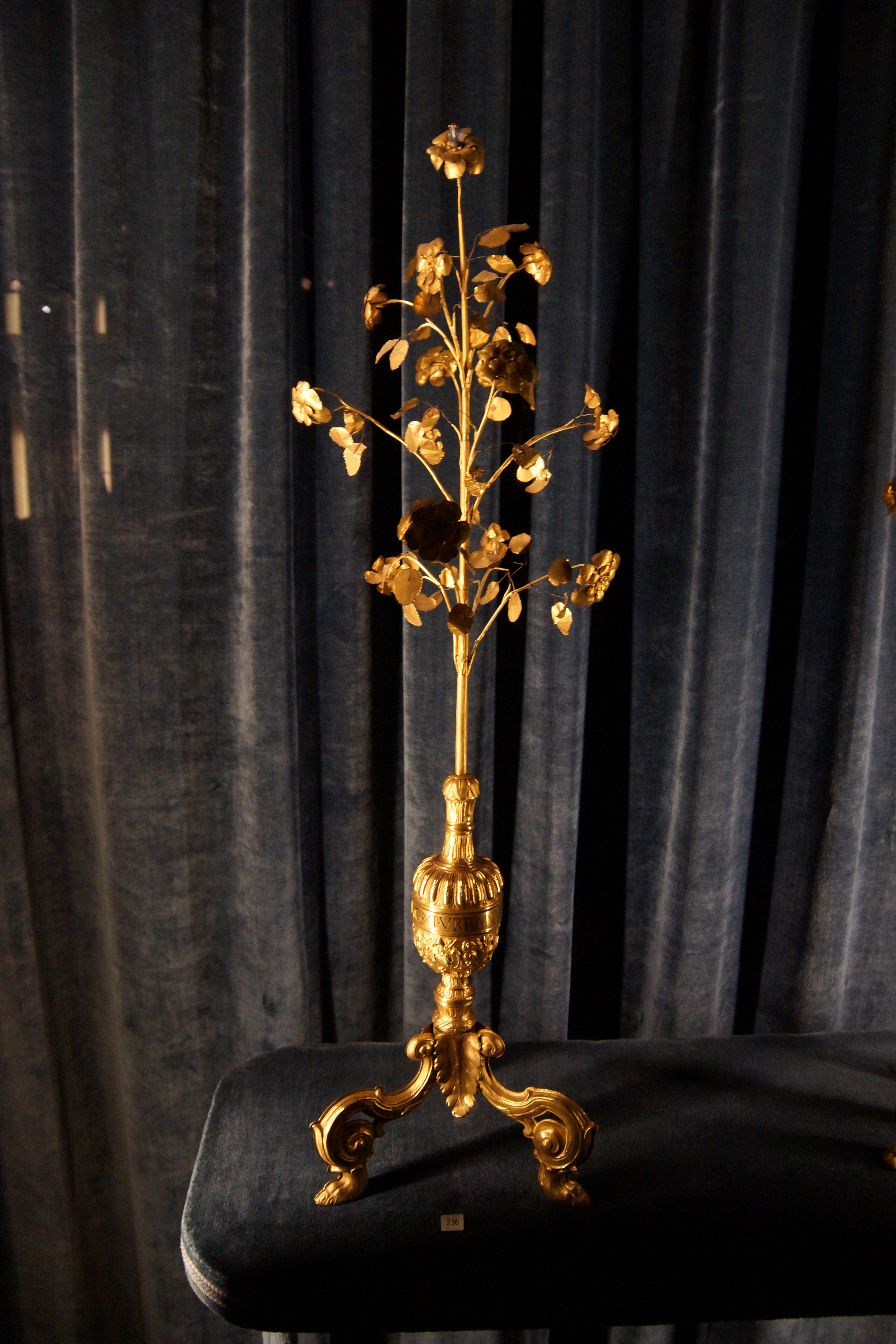
Rose d'or conservée au trésor de la Résidence de Munich (Allemagne)
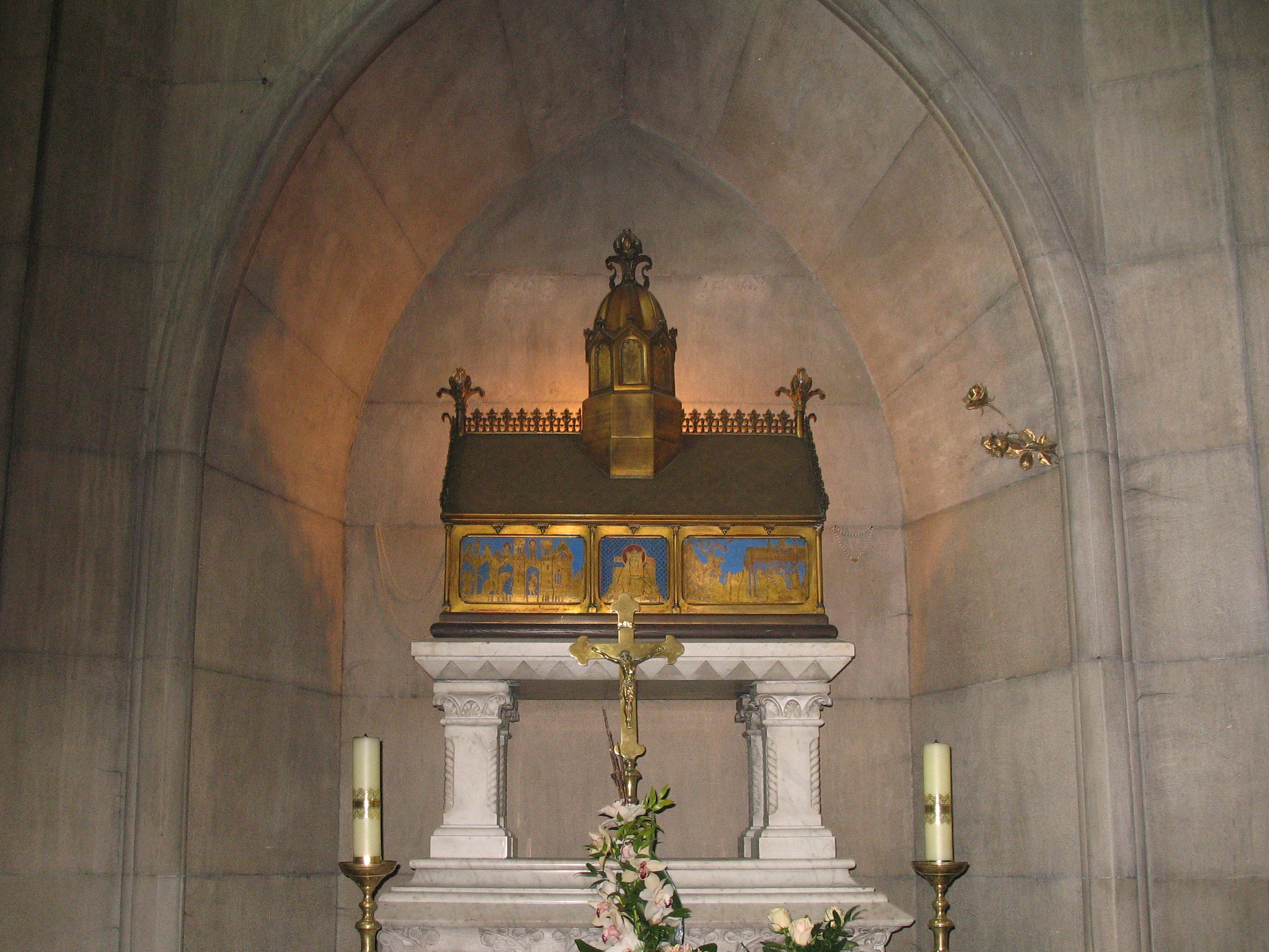
Reliquaire de la bienheureuse Yolande de Pologne et la rose d'or (sur le côté droit), église des pères Franciscains à Gniezno (Pologne)

### XVIesiècle
| Année     | Récipiendaire                                                | Pape          | Type de récipiendaire | Localisation géographique | Notes |
| --------- | ------------------------------------------------------------ | ------------- | --------------------- | ------------------------- | --- |
| 1505      | Alexandre Ier Jagellon                                       | Jules II      | homme                 | Pologne                   | |
| 1506      | Manuel Ier du Portugal                                       | Jules II      | homme                 | Portugal                  | |
| 1512 ?    | Henri VIII                                                   | Jules II      | homme                 | Angleterre                | |
| 1514      | Manuel Ier du Portugal                                       | Léon X        | homme                 | Portugal                  | Seconde rose |
| 1518      | Frédéric III de Saxe                                         | Léon X        | homme                 | Allemagne                 | |
| 1521 ?    | Henri VIII d'Angleterre                                      | Léon X        | homme                 | Angleterre                | |
| 1524      | Henri VIII d'Angleterre                                      | Clément VII   | homme                 | Angleterre                | Seconde rose. Cependant le pape l'excommunie 10 ans plus tard à la suite de sa rupture avec l’Église de Rome                                                                                  |
| 1524      | Jean III du Portugal)                                        | Clément VII   | homme                 | Portugal                  | |
| 1537      | Frédéric II de Mantoue                                       | Paul III      | nomme                 | Italie                    | Rose reçue en remerciement pour ses attentions et sa générosité lors du concile de Trente. |
| 1543      | Hercule II d'Este                                            | Paul III      | homme                 | Italie                    | [ M 8 ] |
| 1548      | Catherine de Médicis                                         | Paul III      | femme                 | France                    | [ M 8 ] |
| 1550      | Jean de Portugal                                             | Jules III     | homme                 | Portugal                  | [ M 8 ] |
| 1551      | Basilique Sainte-Marie-Majeure                               | Jules III     | église                | Italie                    | [ M 8 ] |
| 1555      | Marie Ire (reine d'Angleterre)                               | Paul IV       | femme                 | Angleterre                | [ M 8 ] |
| 1557      | María Enríquez Álvarez de Toledo, Duchesse de Alba de Tormes | Paul IV       | femme                 | Espagne                   | Épouse de Ferdinand Alvare de Tolède |
| 1560      | Marie Stuart                                                 | Pie IV        | femme                 | Écosse                    | |
| 1561      | Anne Jagellon                                                | Pie IV        | femme                 | Bohème                    | [ M 8 ] |
| 1564      | République de Lucques                                        | Pie IV        | État                  | Italie                    | [ M 8 ] |
| 1572      | Charles IX (roi de France)                                   | Grégoire XIII | homme                 | France                    | Rose remise pour son intervention dans le Massacre de la Saint-Barthélemy[réf. nécessaire] |
| 1574 Mars | Juan d'Autriche                                              | Grégoire XIII | homme                 | Espagne et Allemagne      | Rose remise à l'église basilique Santa Chiara de Naples par le chamberlan du pape. Don Juan d'Autriche est le vainqueur de la bataille de Lépante, le 7 octobre 1571, contre la flotte turque |
| 1592      | Henri IV (roi de France)                                     | Clément VIII  | homme                 | France                    | |
| 1597      | Morosina Morosini (it)                                       | Clément VIII  | femme                 | Venise                    | Rose donnée lors de sa cérémonie de couronnement comme Dogaresse de Venise (épouse du Doge de Venise Marino Grimani)                                                                          |
| 1598      | Marguerite d'Autriche-Styrie                                 | Clément VIII  | femme                 | Espagne                   | Rose remise le jour de son mariage avec le roi Philippe III (roi d'Espagne) |

### XVIIesiècle
| Année  | Récipiendaire                                   | Pape          | Type de récipiendaire | Localisation géographique | Notes                                                           |
| ------ | ----------------------------------------------- | ------------- | --------------------- | ------------------------- | --------------------------------------------------------------- |
| 1607   | Basilique de la Minerve                         | Paul V        | église                | Italie                    | [ M 9 ]                                                         |
| 1610   | Sancta Sanctorum                                | Paul V        | église                | Italie                    | [ M 9 ]                                                         |
| 1625   | Henriette-Marie, reine d'Angleterre et d’Écosse | Urbain VIII   | femme                 | Angleterre et Écosse      | Rose reçue à Amiens                                             |
| 1626/7 | Ferdinand II, grand duc de Toscane              | Urbain VIII   | homme                 | Italie                    | [ M 9 ]                                                         |
| 1628   | Marie-Madeleine, archiduchesse de Toscane       | Urbain VIII   | femme                 | Italie                    | [ M 9 ]                                                         |
| 1630   | Marie-Anne d'Autriche, reine de Hongrie         | Urbain VIII   | femme                 | Allemagne                 | Elle deviendra plus tard impératrice du Saint-Empire Germanique |
| 1631   | Taddeo Barberini                                | Urbain VIII   | homme                 | Italie                    | Préfet de Rome et neveu du pape                                 |
| 1634   | Basilique Saint-Pierre                          | Urbain VIII   | église                | Italie                    | Seconde rose                                                    |
| 1635   | Marie-Anne d'Autriche (1610-1665)               | Urbain VIII   | femme                 | Allemagne                 | [ M 10 ]                                                        |
| 1649   | Marie-Anne d'Autriche, reine d'Espagne          | Innocent X    | femme                 | Espagne                   | [ M 11 ]                                                        |
| 1651?  | Louise-Marie, reine de Pologne                  | Innocent X    | femme                 | Pologne                   | [ M 11 ]                                                        |
| 1654   | Lucrezia, duchesse de Modène                    | Innocent X    | femme                 | Italie                    | [ M 11 ]                                                        |
| 1658   | Cathédrale de Sienne                            | Alexandre VII | église                | Italie                    | Cathédrale de la ville natale du pape                           |
| 1668   | Marie-Thérèse d'Autriche, reine de France       | Alexandre VII | femme                 | France                    | Pour son fils, le Dauphin, dont le pape était le parrain        |
| 1672   | Éléonore d'Autriche, reine de Pologne           | Clément X     | femme                 | Pologne                   |                                                                 |
| 1684   | Marie-Casimire-Louise, reine de Pologne         | Innocent XI   | femme                 | Pologne                   |                                                                 |
| 1699   | Wilhelmina Amalia, Impératrice du Saint-Empire  | Innocent XII  | femme                 | Allemagne                 |                                                                 |

### XVIIIesiècle
| Année | Récipiendaire                                                   | Pape         | Type de récipiendaire | Localisation géographique | Notes                               |
| ----- | --------------------------------------------------------------- | ------------ | --------------------- | ------------------------- | ----------------------------------- |
| 1701  | Marie-Louise Gabrielle, reine d'Espagne                         | Clément XI   | femme                 | Espagne                   |                                     |
| 1726  | Violante-Béatrice Princesse de Toscane                          | Benoît XIII  | femme                 | Italie                    | ou en 1727 d'après une autre source |
| 1736  | Marie-Josèphe, reine de Pologne                                 | Clément XII  | femme                 | Pologne                   | [ 17 ]                              |
| 1736  | Marie Leszczynska, reine de France                              | Clément XII  | femme                 | France                    | ? 2 roses cette année ?             |
| 1739  | Marie-Thérèse, reine de Hongrie                                 | Clément XII  | femme                 | Hongrie                   | [ M 12 ]                            |
| 1759  | Francesco Loredano, Doge de Venise                              | Clément XIII | homme                 | Italie                    | [ M 12 ]                            |
| 1770  | Joseph Ier, roi du Portugal                                     | Clément XIV  | homme                 | Portugal                  | [ M 12 ]                            |
| 1776  | Marie-Christine de Habsbourg-Lorraine, archiduchesse d'Autriche | Pie VI       | femme                 | Autriche                  | [ M 12 ]                            |
| 1780  | Ferdinand, gouverneur de Milan                                  | Pie VI       | homme                 | Italie                    | [ M 12 ]                            |
| 1784  | Marie-Amélie, duchesse de Parme                                 | Pie VI       | femme                 | Italie                    |                                     |
| 1790  | Marie-Caroline, reine de Naples                                 | Pie VI       | femme                 | Italie                    |                                     |

### XIXesiècle
| Année     | Récipiendaire                                     | Pape         | Type de récipiendaire | Localisation géographique | Notes                                                                                         |
| --------- | ------------------------------------------------- | ------------ | --------------------- | ------------------------- | --------------------------------------------------------------------------------------------- |
| 1819      | Caroline-Auguste, impératrice d'Autriche          | Léon XII     | femme                 | Autriche                  | [ M 13 ]                                                                                      |
| 1825      | Marie-Thérèse d'Autriche-Este, reine de Sardaigne | Léon XII     | femme                 | Italie                    |                                                                                               |
| 1830      | Cathédrale de Cingoli                             | Pie VIII     | église                | Italie                    | Cathédrale de la ville de naissance du pape                                                   |
| 1832      | Marie-Anne, impératrice d'Autriche                | Grégoire XVI | femme                 | Autriche                  | Elle devient ensuite Impératrice d'Autriche                                                   |
| 1833      | Basilique Saint-Marc                              | Grégoire XVI | église                | Italie                    | [ M 13 ]                                                                                      |
| 1842      | Marie II, reine de Portugal                       | Grégoire XVI | femme                 | Portugal                  | [ M 14 ]                                                                                      |
| 1849      | Princesse Maria Pia de Savoie                     | Pie IX       | femme                 | Italie                    | Rose donnée par son parrain le jour de son baptême ; elle devient plus tard reine du Portugal |
| 1856      | Eugénie, impératrice des Français                 | Pie IX       | femme                 | France                    |                                                                                               |
| 1861      | Marie-Sophie, reine des deux Siciles              | Pie IX       | femme                 | Italie                    |                                                                                               |
| 1868      | Élisabeth, impératrice d'Autriche                 | Pie IX       | femme                 | Autriche                  |                                                                                               |
| 1868      | Isabelle II, reine d'Espagne                      | Pie IX       | femme                 | Espagne                   |                                                                                               |
| 1870      | Église Sant'Antonio in Campo Marzio               | Pie IX       | église                | Italie                    | [ 18 ]                                                                                        |
| 1877 Sep. | Sanctuaire de Lourdes                             | Pie IX       | sanctuaire            | France                    | Première rose                                                                                 |
| 1886      | Marie-Christine, reine d'Espagne                  | Léon XIII    | femme                 | Espagne                   |                                                                                               |
| 1888      | Isabelle, impératrice du Brésil                   | Léon XIII    | femme                 | Brésil                    | Pour son rôle dans la Loi d'or (abolition de l'esclavage)                                     |
| 1892      | Amélie, reine de Portugal                         | Léon XIII    | femme                 | Portugal                  |                                                                                               |
| 1893      | Marie-Henriette, reine des Belges                 | Léon XIII    | femme                 | Belgique                  |                                                                                               |

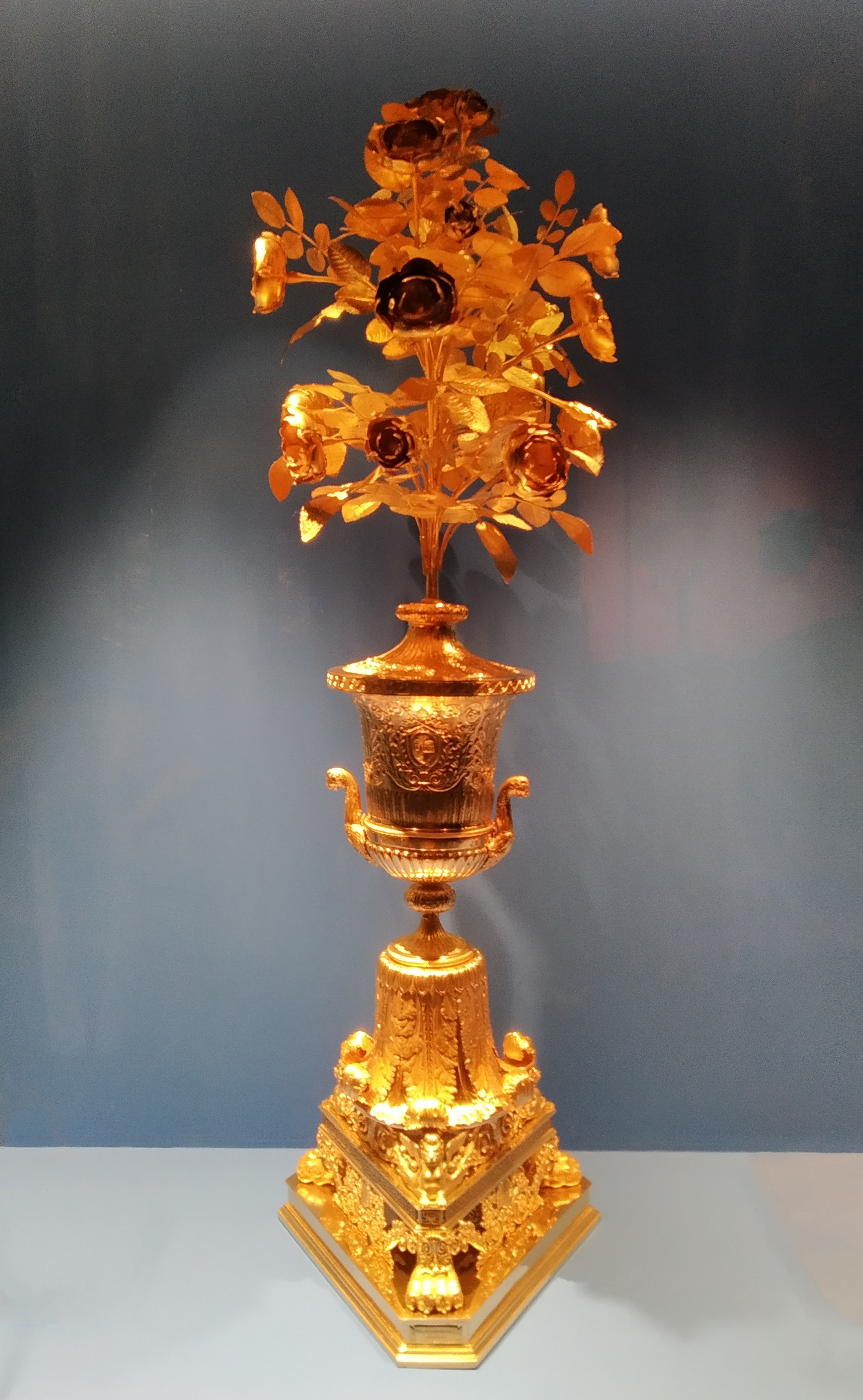
Rose d'Or donnée par le pape Grégoire XVI en 1842 à la reine Marie II de Portugal.
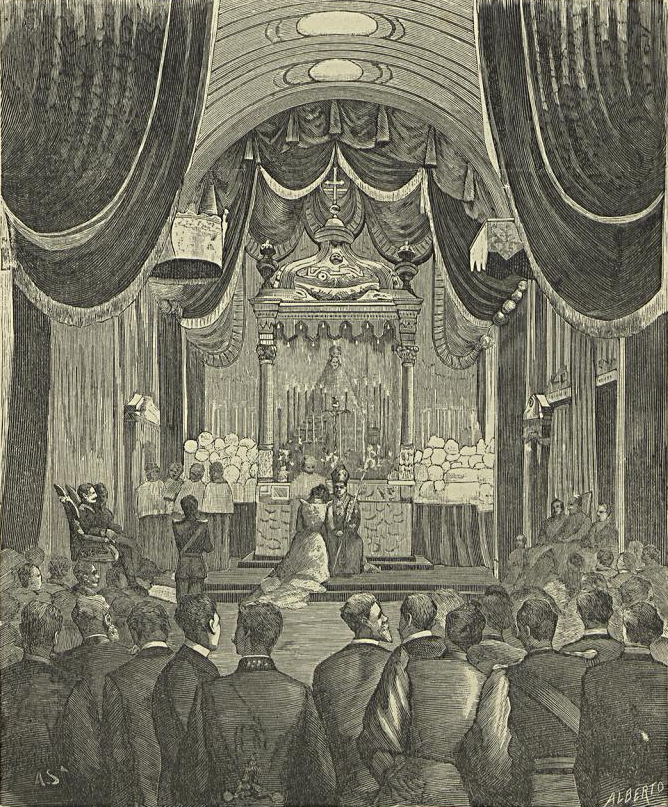
Gravure représentant Domenico Maria Jacobini remettant la rose d'or à Amélie d'Orléans, reine du Portugal, dans la chapelle du Palácio das Necessidades le 4 juillet 1892.
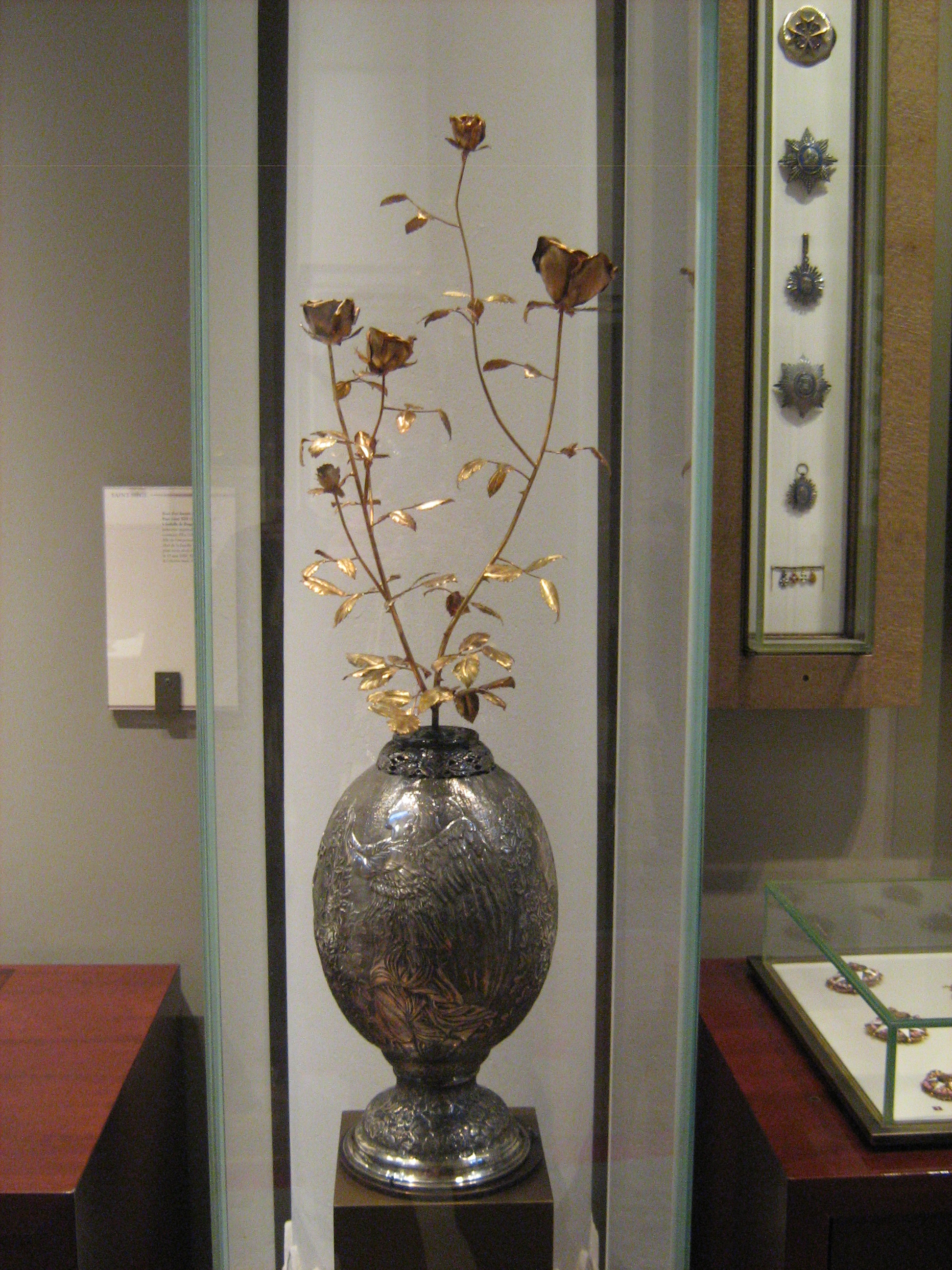
Rose d'Or donnée par le pape Léon XIII en 1889 à la reine Isabelle du Brésil (Brésil), pour avoir aboli l'esclavage.
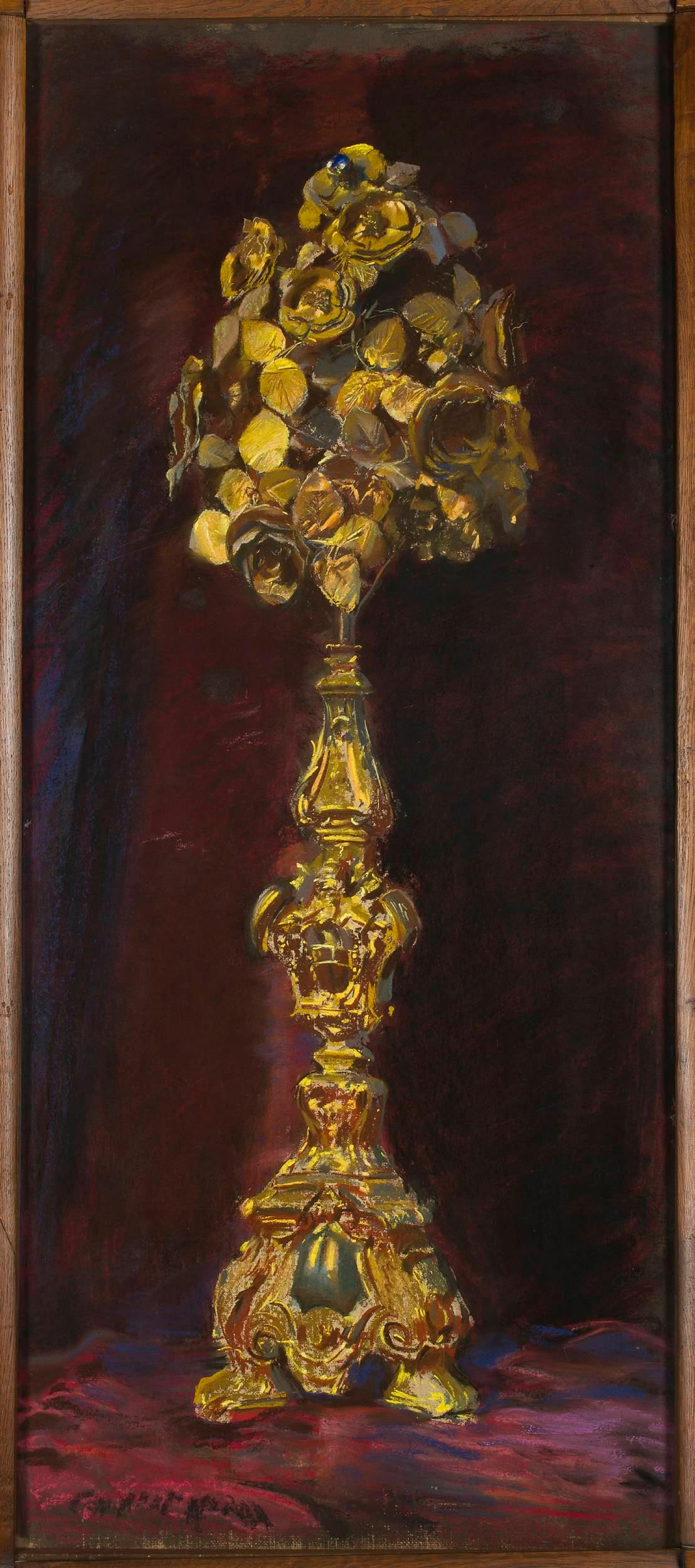
Peinture de Leon Wyczółkowski, réalisée en 1907, représentant la rose donnée en 1736 pour Marie-Josèphe, reine de Pologne, épouse d'Auguste III. La rose a été remise au trésor de la cathédrale, en 1801.

### XXesiècle
| Année      | Récipiendaire                                | Pape         | Type de récipiendaire | Localisation géographique | Notes                                                                                               |
| ---------- | -------------------------------------------- | ------------ | --------------------- | ------------------------- | --------------------------------------------------------------------------------------------------- |
| 1923       | Victoire-Eugénie, reine d'Espagne            | Pie XI       | femme                 | Espagne                   | |
| 1926       | Élisabeth, reine des Belges                  | Pie XI       | femme                 | Belgique                  | |
| 1927       | Thérèse de Lisieux                           | Pie XI       | femme                 | France                    | (décédée en 1897) rose remise à l'occasion de la 1re célébration de sa fête suivant sa canonisation |
| 1930       | Hélène, reine d'Italie                       | Pie XI       | femme                 | Italie                    | [ 20 ]                                                                                              |
| 1937       | Hélène, reine d'Italie                       | Pie XI       | femme                 | Italie                    | À l'occasion de son 40e anniversaire de mariage                                                     |
| 1953       | Cathédrale Sainte-Catherine de Goa           | Pie XII      | église                | Inde                      | Rose placée sur la tombe de saint François Xavier                                                   |
| 1956       | Charlotte, grande-duchesse de Luxembourg     | Pie XII      | femme                 | Luxembourg                | |
| 1964       | Basilique de la Nativité de Bethléem         | Paul VI      | église                | Palestine                 | [ 23 ]                                                                                              |
| 1965       | Sanctuaire de Fátima                         | Paul VI      | sanctuaire            | Portugal                  | Première rose                                                                                       |
| 1966 Mars  | Basilique Notre-Dame-de-Guadalupe de Mexico  | Paul VI      | église                | Mexique                   | Première rose                                                                                       |
| 1967       | Basilique Notre-Dame d'Aparecida             | Paul VI      | église                | Brésil                    | Première rose pour la statue de Notre-Dame d'Aparecida                                              |
| 1979 June  | Notre-Dame de Częstochowa                    | Jean-Paul II | église                | Pologne                   | Première rose                                                                                       |
| 1979 Sept. | Sanctuaire de Knock                          | Jean-Paul II | sanctuaire            | Irlande                   | [ 26 ]                                                                                              |
| 1982 Juin  | Basilique Notre-Dame de Luján                | Jean-Paul II | église                | Argentine                 | ,                                                                                                   |
| 1987 Juin  | Sanctuaire de Kalwaria Zebrzydowska          | Jean-Paul II | sanctuaire            | Pologne                   | |
| 1988 Mai   | Sanctuaire de Notre-Dame de l’Évangélisation | Jean-Paul II | sanctuaire            | Lima, Pérou               | [ 30 ]                                                                                              |
| 2000 Déc.  | Sainte Maison de Lorette                     | Jean-Paul II | sanctuaire            | Italie                    | [ 31 ]                                                                                              |

### XXIesiècle
| Année      | Récipiendaire                                                   | Pape         | Type de récipiendaire | Localisation géographique   | Notes |
| ---------- | --------------------------------------------------------------- | ------------ | --------------------- | --------------------------- | --- |
| 2004 août  | Sanctuaire de Lourdes                                           | Jean-Paul II | sanctuaire            | France                      | Seconde rose |
| 2004 Oct.  | Oratoire Saint-Joseph du Mont-Royal                             | Jean-Paul II | église                | Montréal, Canada            | [ 33 ] |
| 2004 Déc.  | Sanctuaire de Sameiro                                           | Jean-Paul II | sanctuaire            | Braga, Portugal             | [ 34 ] |
| 2006       | Notre-Dame de Częstochowa                                       | Benoît XVI   | sanctuaire            | Pologne                     | Seconde rose |
| 2007 Mai   | Basilique Notre-Dame d'Aparecida                                | Benoît XVI   | sanctuaire            | Brésil                      | Seconde rose pour la statue de Notre-Dame d'Aparecida. La première offerte en 1967 a été déposée dans « l'ancienne basilique », avant la consécration de la « nouvelle basilique » en 1980,.                                                                                    |
| 2007 Sept. | Basilique de Mariazell                                          | Benoît XVI   | sanctuaire            | Autriche                    | [ 37 ] |
| 2008 Avril | Sanctuaire de Notre-Dame d'Altötting                            | Benoît XVI   | sanctuaire            | Altötting, Allemagne        | [ 38 ] |
| 2008 Avril | Basilique du sanctuaire national de l'Immaculée Conception      | Benoît XVI   | sanctuaire            | Washington D.C., États-Unis | [ 35 ] |
| 2008 Mai   | Sanctuaire Notre-Dame-de-la-Miséricorde de Savone (it)          | Benoît XVI   | sanctuaire            | Savone, Italie              | [ 39 ] |
| 2008 Mai   | Sanctuaire Nostra Signora della Guardia (Ceranesi)              | Benoît XVI   | sanctuaire            | Gêne, Italie                | [ 39 ] |
| 2008 Sept. | Basilique Notre-Dame de Bonaria                                 | Benoît XVI   | sanctuaire            | Cagliari, Italie            | , |
| 2008 Oct.  | Sanctuaire de Notre Dame du Rosaire de Pompéi                   | Benoît XVI   | sanctuaire            | Pompéi, Italie              | [ 40 ] |
| 2009 Avril | Église Notre-Dame du Roio (it)                                  | Benoît XVI   | église                | Aquila, Italy               | Rose donnée après le tremblement de terre, |
| 2009 Mai   | Sanctuaire de Notre-Dame-de-l'Europe (en)                       | Benoît XVI   | église                | Gibraltar                   | Rose remise par le cardinal José Saraiva Martins, préfet émérite de la Congrégation pour les causes des saints , envoyé spécial du pape Benoît XVI lors des célébrations de clôture du jubilé pour marquer le 700e anniversaire de la vénération de « Notre-Dame de l'Europe », |
| 2009 Nov.  | Notre-Dame de la Cabeza (es)                                    | Benoît XVI   | sanctuaire            | Jaén, Espagne               | , |
| 2010       | Cathédrale de San Fernando del Valle de Catamarca               | Benoît XVI   | église                | Argentine                   | , |
| 2010 Avril | Sanctuaire national Ta' Pinu de Għarb                           | Benoît XVI   | sanctuaire            | Malte                       | [ 46 ] |
| 2010 Mai   | Sanctuaire de Fátima                                            | Benoît XVI   | sanctuaire            | Portugal                    | Seconde rose |
| 2010 Aug.  | Église Notre-Dame de la Vallée (es)                             | Benoît XVI   | sanctuaire            | Catamarca, Argentine        | [ 48 ] |
| 2010 Nov.  | Cathédrale-basilique Notre-Dame de Bon Secours de Valencia (es) | Benoît XVI   | sanctuaire            | Valencia, Venezuela         | |
| 2011 Mai   | Basilique Notre-Dame de Montaigu                                | Benoît XVI   | sanctuaire            | Belgique                    | [ 49 ] |
| 2012 Mars  | Basilique Notre-Dame-de-Charité d'El Cobre                      | Benoît XVI   | église                | Cobre, Cuba                 | , |
| 2013 Nov.  | Basilique Notre-Dame-de-Guadalupe de Mexico                     | François     | sanctuaire            | Mexique                     | Seconde rose |
| 2016 Juil. | Notre-Dame de Częstochowa                                       | François     | sanctuaire            | Pologne                     | Troisième rose |
| 2017 Mai   | Sanctuaire de Fátima                                            | François     | sanctuaire            | Portugal                    | Troisième rose |
| 2017 Oct.  | Basilique Notre-Dame d'Aparecida                                | François     | sanctuaire            | Brésil                      | Cette troisième rose à la statue de Notre-Dame d'Aparecida a été remise dans la nouvelle basilique. Cette rose est offerte à l'occasion du 300e anniversaire de la découverte de la statue et de sa dévotion                                                                    |
| 2019 Juin  | Notre-Dame de Csíksomlyó (en)                                   | François     | sanctuaire            | Transylvanie, Roumanie      | [ 56 ] |
| 2023 Déc.  | Basilique Sainte-Marie-Majeure                                  | François     | femmes                | Italie                      | C'est la troisième rose offerte à l'icône Salus populi romani |
| 2024 Fév.  | Cathédrale de l'Immaculée-Conception d'Antipolo                 | François     | sanctuaire            | Philippines                 | La rose fut envoyée par le pape à l'occasion de l'occasion de la nomination de la cathédrale comme sanctuaire international Notre-Dame-de-Paix-et-de-Bon-Voyage |
| 2023 Sept. | Cathédrale Notre-Dame de Luxembourg                             | François     | sanctuaire            | Luxembourg                  | La rose a été offerte à la statue de la Consolatrice des Affligés, patronne de la patrie depuis 1678 |

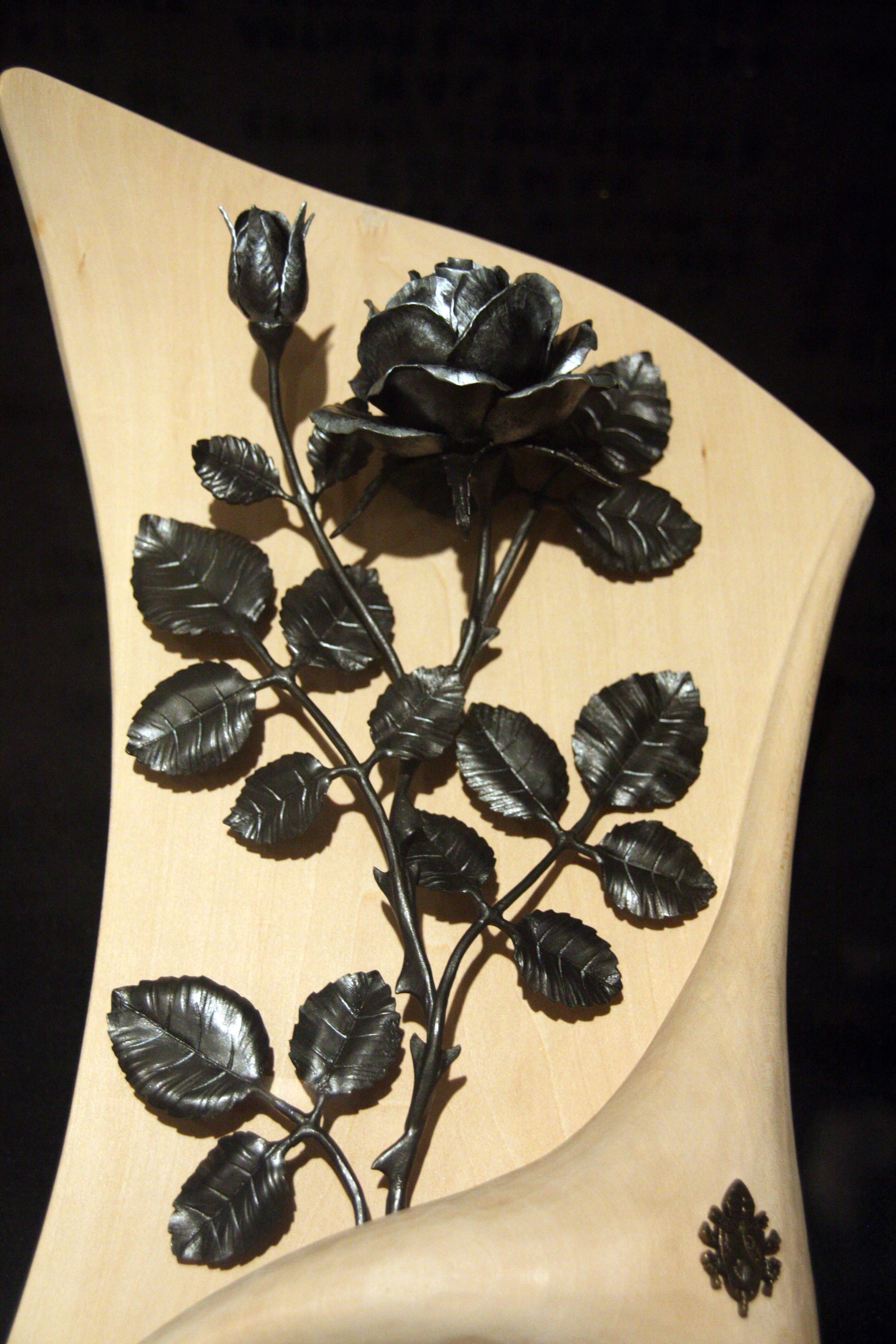
La Rose d'or offerte par Benoît XVI à la basilique du sanctuaire national de l'Immaculée Conception (États-Unis).
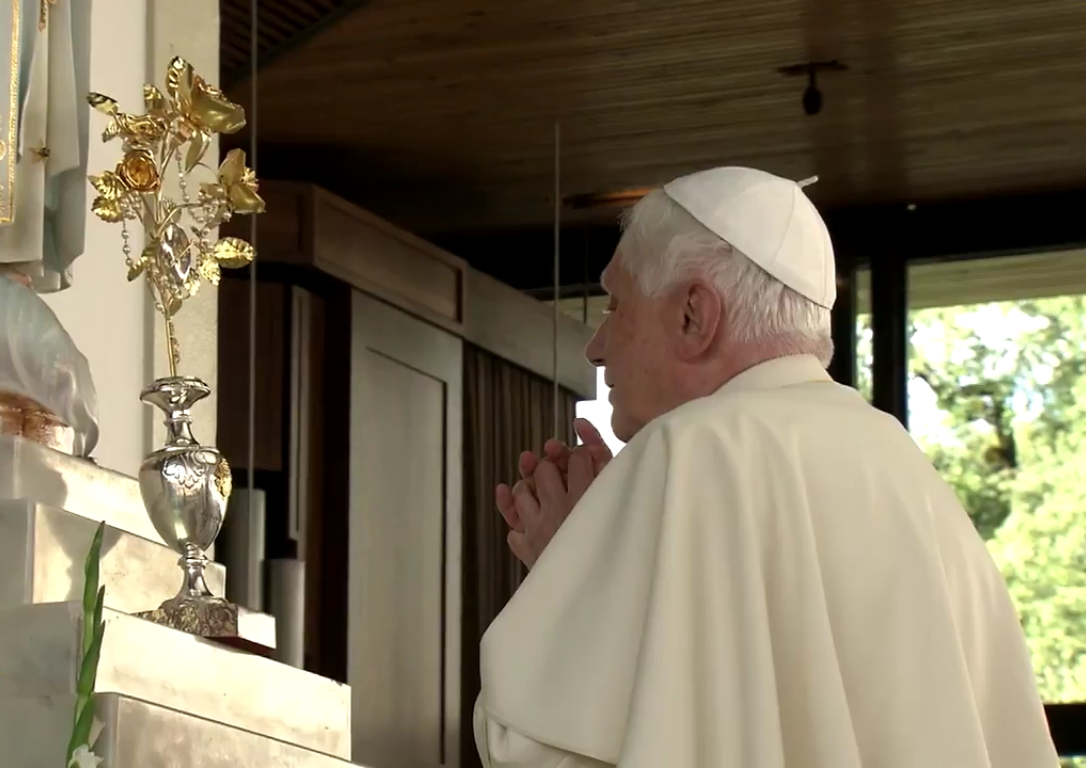
Benoît XVI donnant une rose d'or au sanctuaire de Fátima (Portugal), le 12 mai 2010.
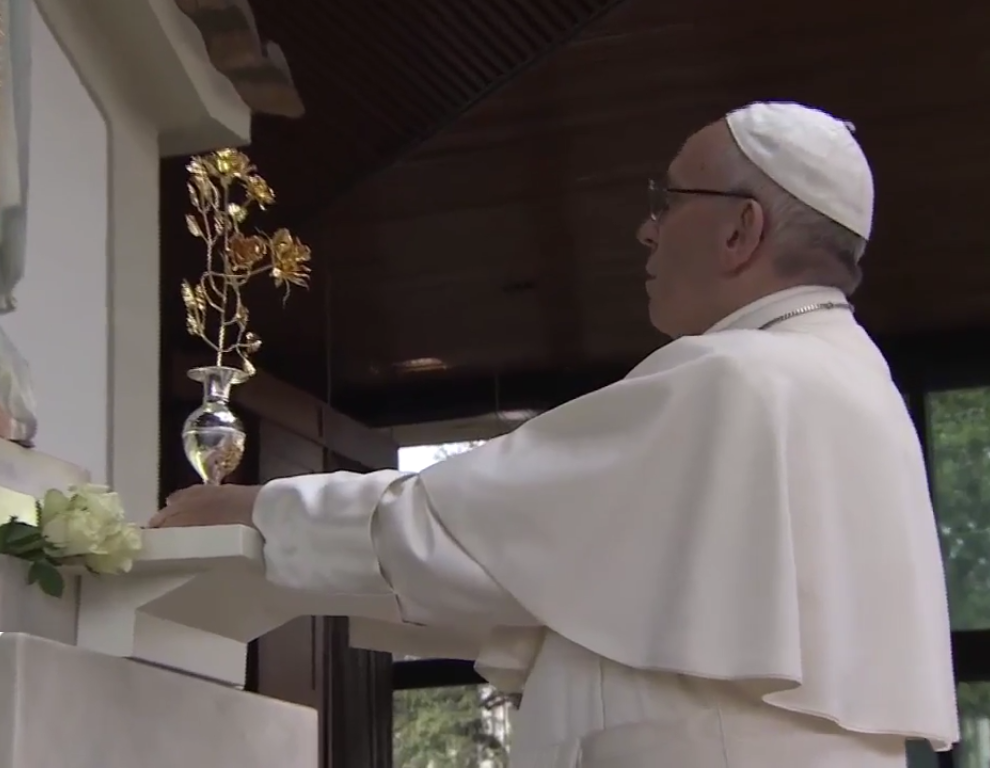
Le pape François remettant une rose d'or au sanctuaire de Fátima (Portugal), le 12 mai 2017.
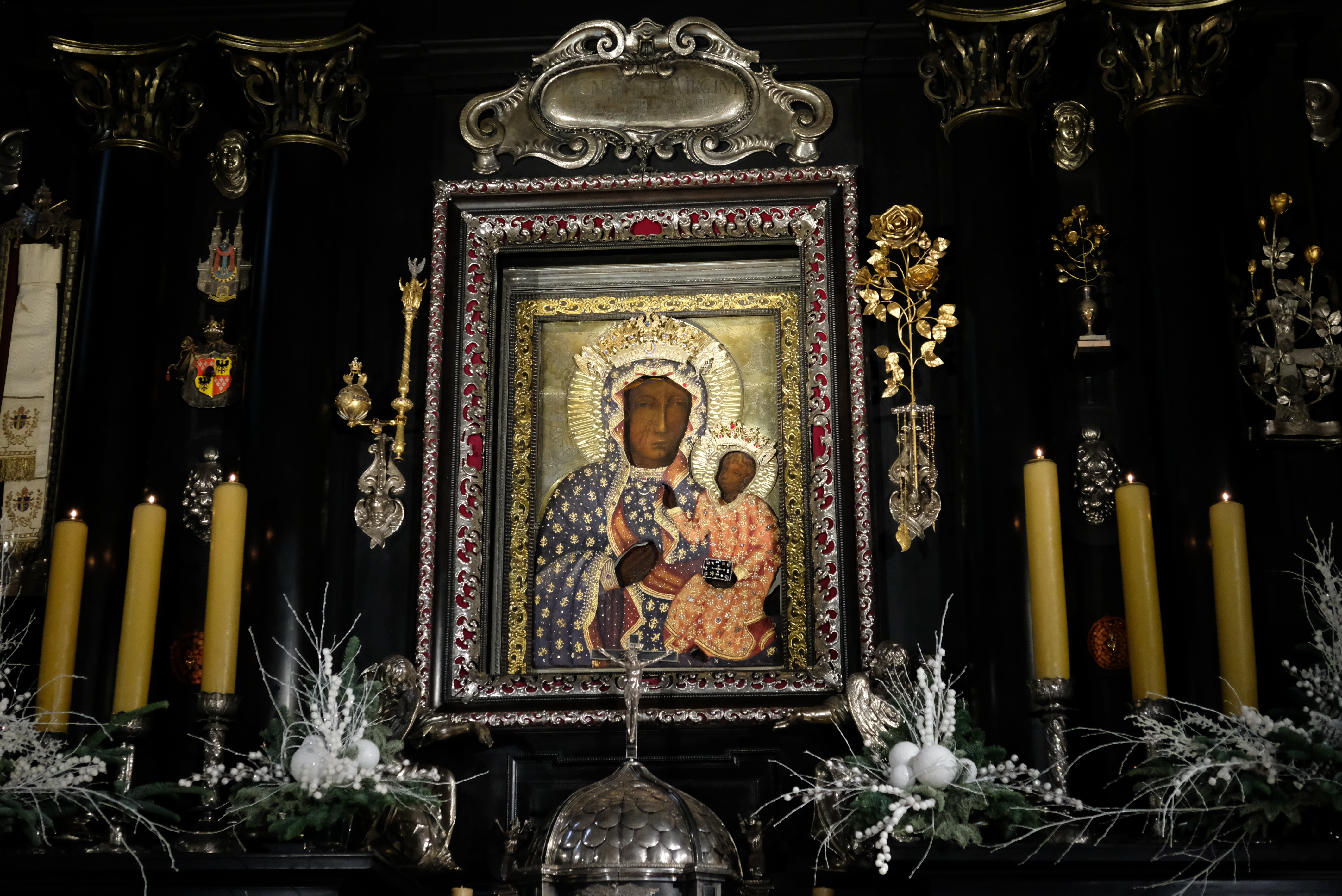
L’icône de la Vierge noire de Częstochowa (Pologne) et la rose d'or qui lui a été décernée.
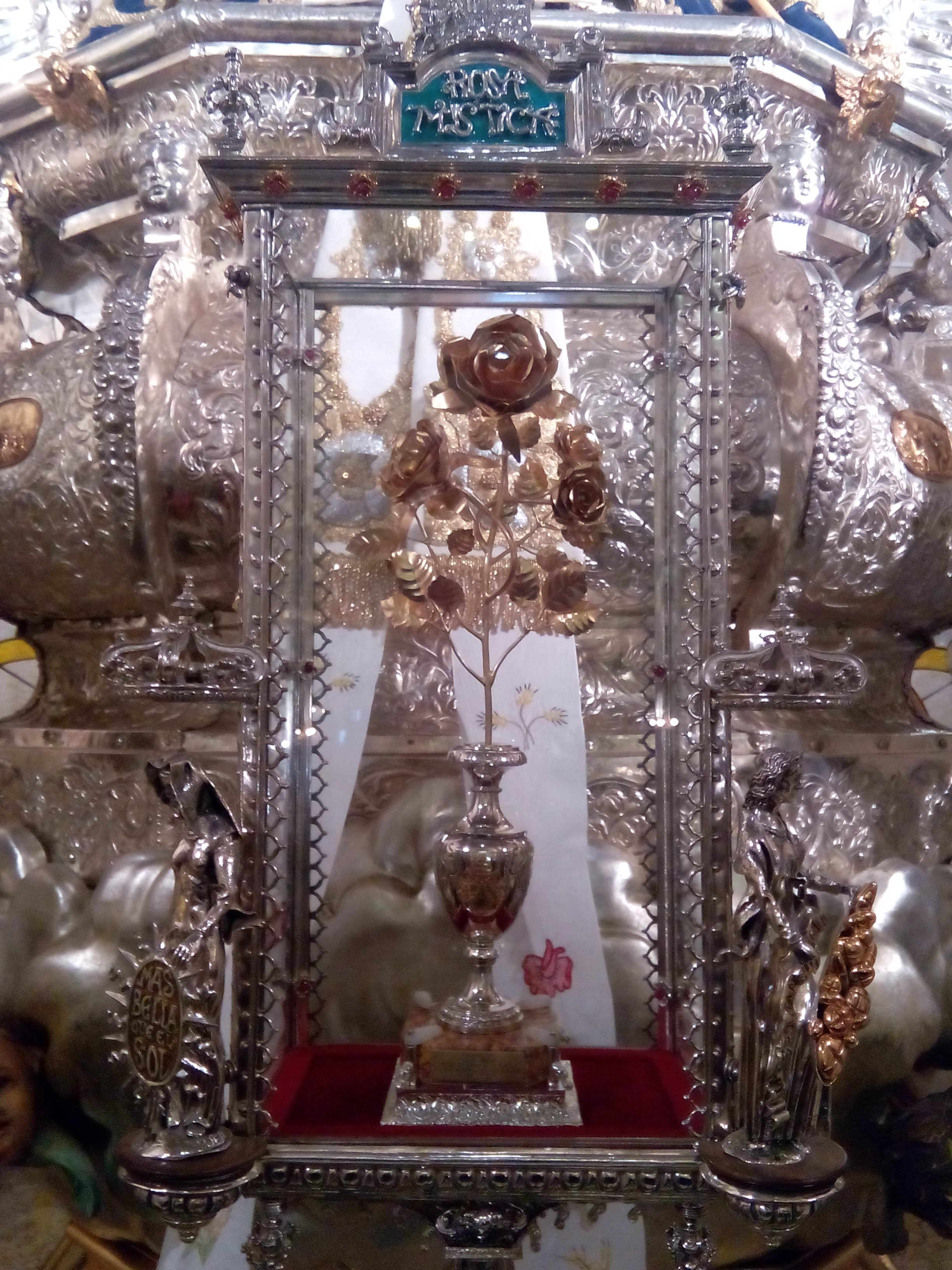
Rose d'or décernée à la Vierge de la Cabeza (es) dans sa basilique (Espagne).